# Julio García Guzmán
Julio García Guzmán   (Ciutat de Guatemala, 23 de novembre de 1945) és un exfutbolista guatemalenc de la dècada de 1970.
Pel que fa a clubs, destacà a Aurora FC. Fou internacional amb la selecció de Guatemala amb la qual participà en els Jocs Olímpics de 1968 i 1976.